# Cartoneo

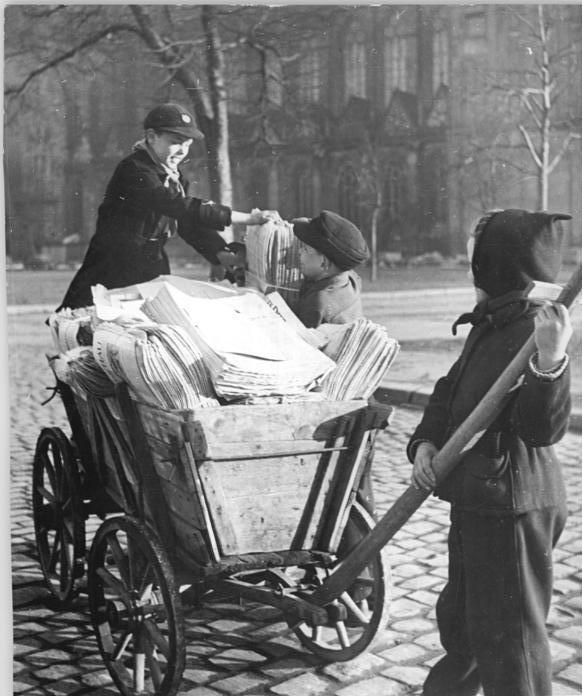
Recolector de papel y cartón en 1955

El cartonero es el nombre del oficio de cartoneo, que consiste en recolectar cartón y otros derivados del papel por las calles de las ciudades, productos de los residuos urbanos, utilizados luego para el reciclaje; es decir, la acción y efecto de cartonear.Aproximadamente un cartonero en Argentina tiene un sueldo promedio de unos 30.000 pesos argentinos. A pesar de ser estos materiales los más importantes a la hora de la búsqueda, también el término se ha extendido a la labor de buscar en los residuos cualquier objeto o artefacto que pueda resultar útil o tener valor, como es el cirujeo. Se diferencia del trabajo de recolector de residuos porque es un emprendimiento individual no planificado ni asalariado, llevado a cabo por particulares que obtienen modestas retribuciones en la venta del cartón y sus derivados.
La actividad se ha hecho muy importante en Argentina, más precisamente en la Ciudad de Buenos Aires y el conurbano bonaerense luego de la profundización de la crisis económica y social argentina desde 1999, como respuesta al desempleo y la pobreza extrema en la que se encuentran muchos sectores populares. 
En 2002, se calculó que alrededor de 40.000 cartoneros trabajan en Buenos Aires.

## Enfoque social del cartonero y posturas opuestas

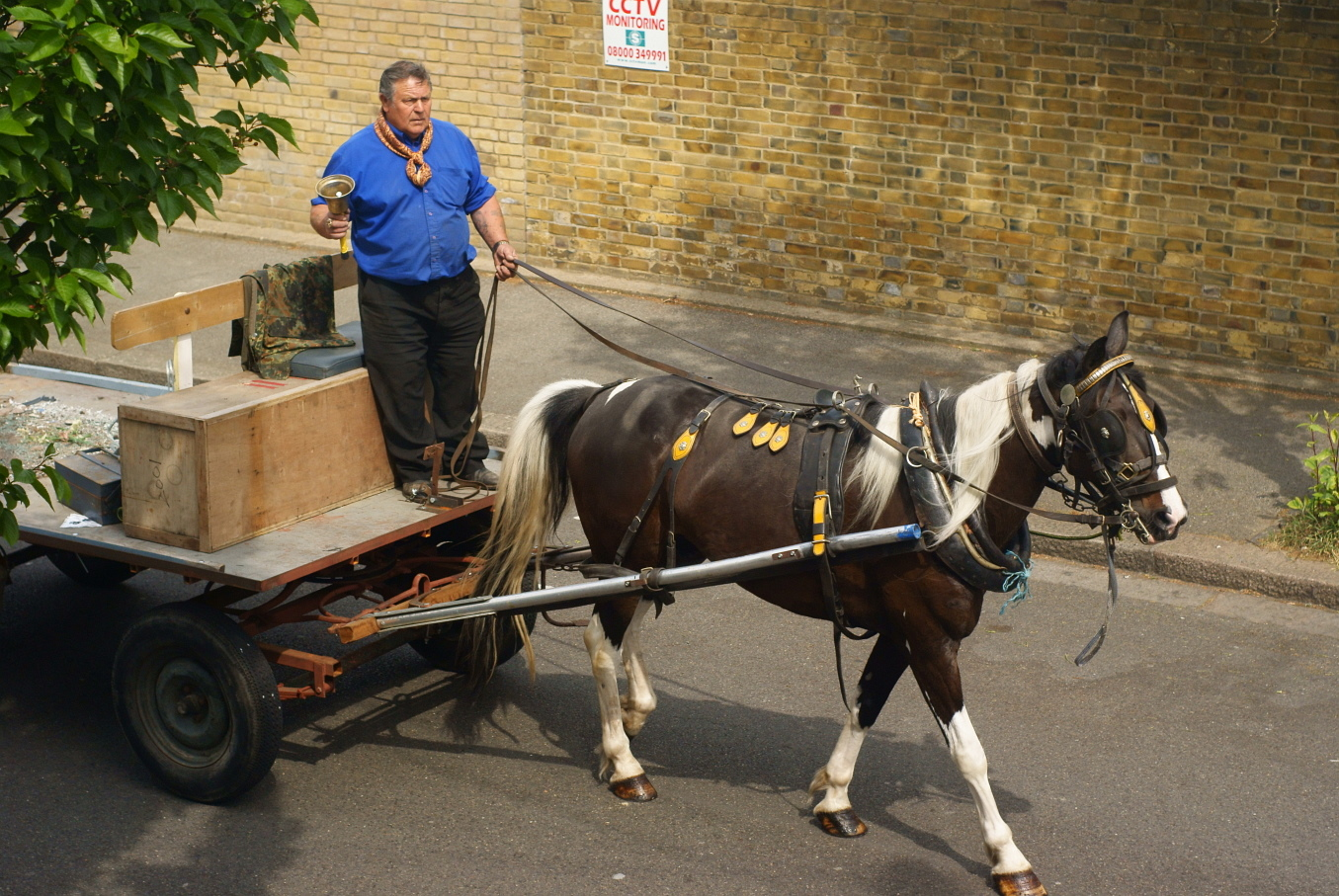
Un cartonero en Londres, Inglaterra.

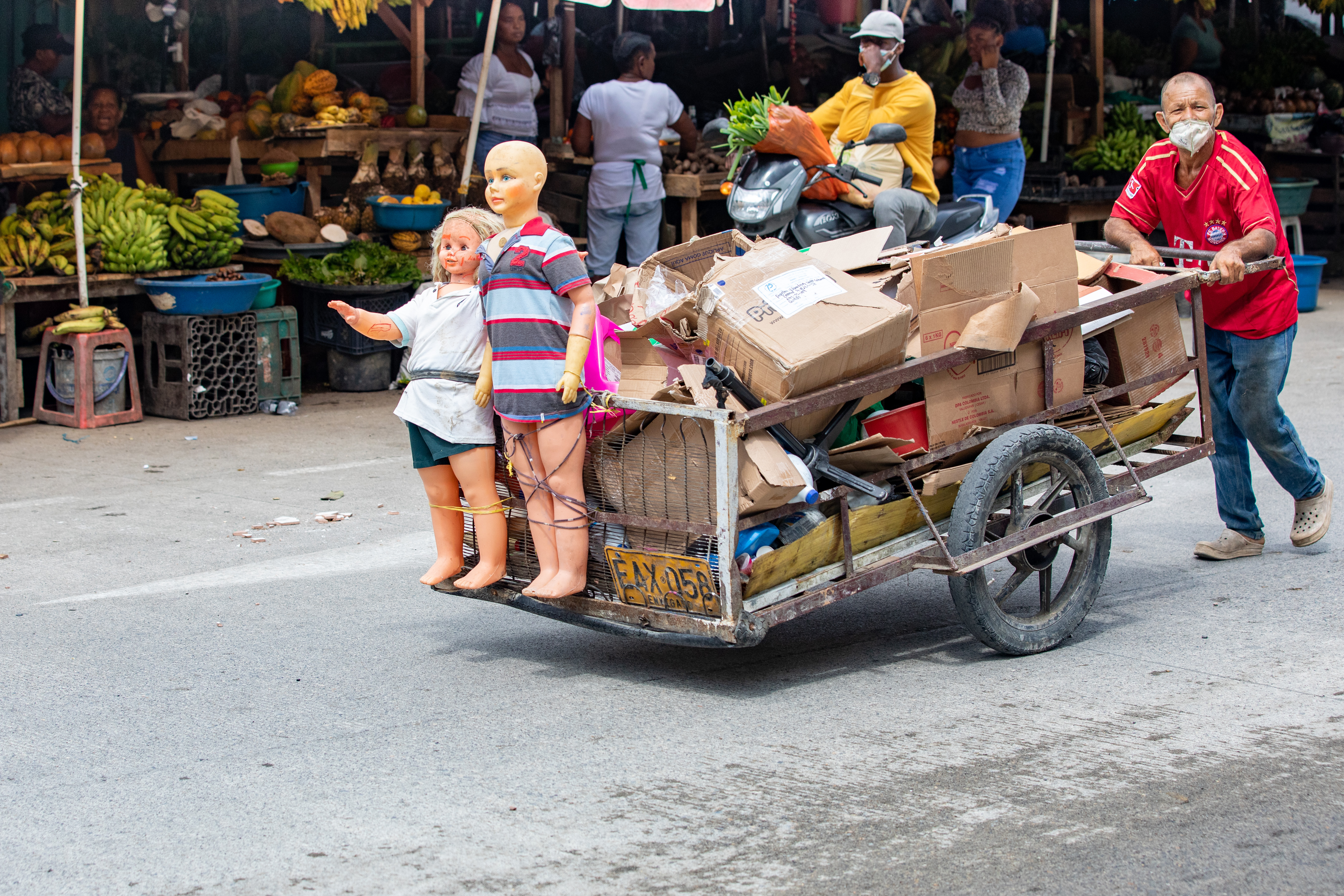
Un cartonero en Bogotá,Colombia.

El cartonero es usualmente practicado por familias enteras (incluidos los niños) e incluso se utilizan animales de carga, como caballos, para soliviar el trabajo pesado. Es por esta realidad que la actividad suscita posturas discordes entre aquellos que luchan contra el trabajo infantil y a favor de los derechos de los animales, y los que priorizan las necesidades urgentes de los cartoneros y justifican el trabajo infantil y el uso de animales de carga como algo triste pero necesario para la subsistencia, ya que es producto de la precarización de la vida y falta de recursos de estos sectores. Esta última postura sostiene que la lucha debe ser contra las causas de la indigencia y no contra sus consecuencias. Asimismo, muchos cartoneros son discriminados o maltratados por su situación de pobreza o su aspecto harapiento que contrasta con los barrios ricos y lujosos de la ciudad, siendo cruel reflejo de la desigualdad social.

## Conflicto por el "Tren Blanco"

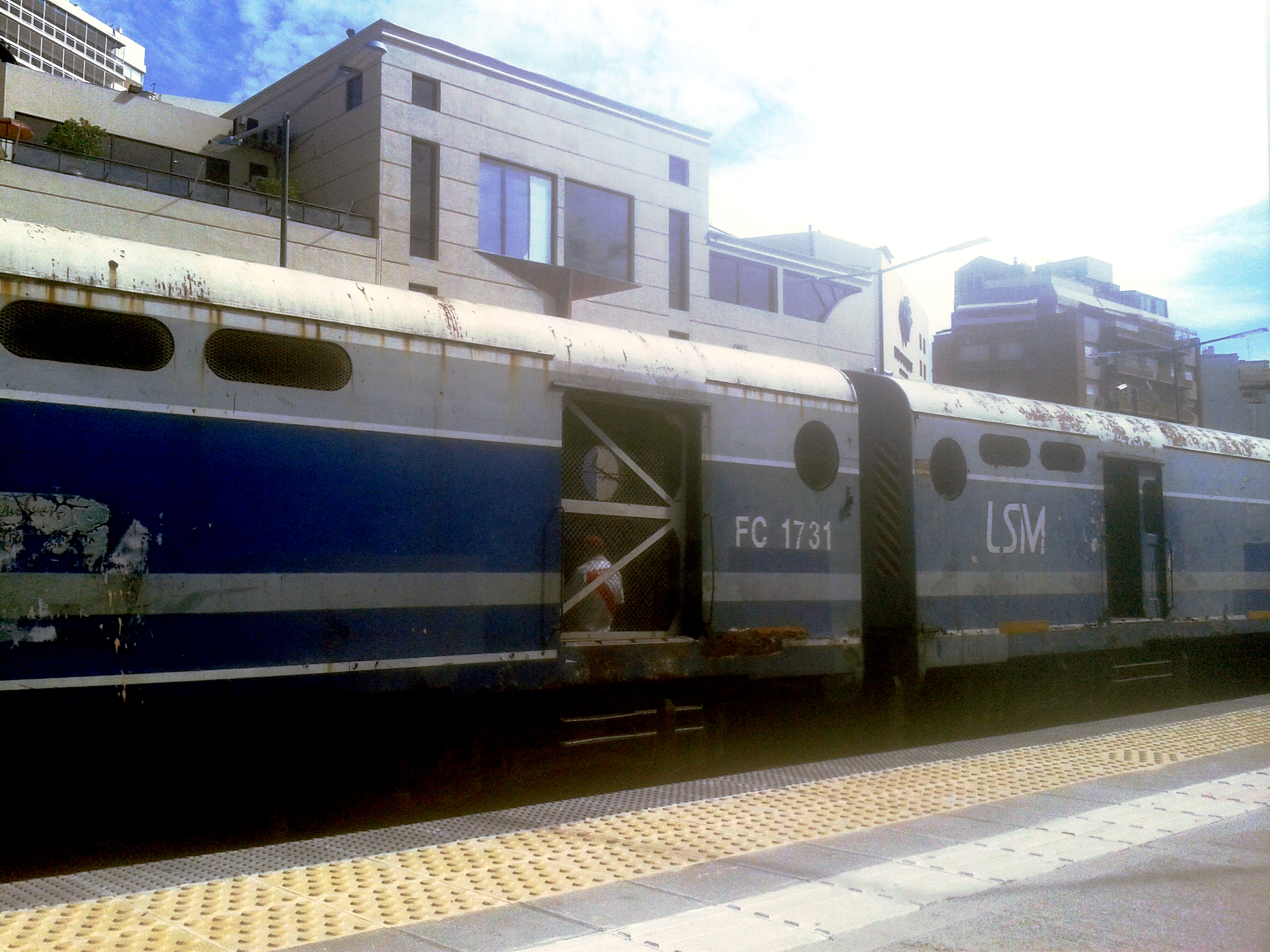
Servicio actualmente operativo en la línea San Martin.

Se llamaba "Tren Blanco" a formaciones ferroviarias especiales sin asientos que trasladaban desde 2001 a entre 600 y 1000 cartoneros diariamente cada uno desde diversos puntos de la Provincia de Buenos Aires hasta la Estación Retiro (línea Mitre) y Estación Once de Septiembre (línea Sarmiento) de la Ciudad de Buenos Aires, y que a última hora los llevaba de regreso desde la capital con los carros llenos de material, a cambio de un abono quincenal. 
La empresa que brindaba el servicio, Trenes de Buenos Aires, primero suspendió en junio de 2006 el tren blanco de la Línea Sarmiento. Luego, suspendió los servicios de la Línea Mitre para el año 2008 (desde la estación José León Suárez y la estación Tigre hacia Retiro) mediante el siguiente comunicado:

"TBA no puede seguir brindando en la línea Mitre el servicio de trenes especiales a cartoneros bajo las actuales condiciones en las que se está haciendo y los cartoneros deberán entender que es riesgoso para ellos mismos continuar con la utilización del tren cartonero para transportar sus carros."

Esta decisión provocó mucho malestar entre los cartoneros, ya que significaba la pérdida de su medio de transporte de media y larga distancia desde las zonas céntricas hasta sus viviendas de las zonas suburbanas. Como respuesta, se desataron ciertas protestas en la capital. A pesar de una orden del juez porteño en lo Contencioso, Administrativo y Tributario, Roberto Gallardo, dada el 28 de diciembre de 2007, de obligar a la empresa TBA a continuar con el servicio, la compañía ratificó la decisión y asegura que el tren blanco no funcionará más debido a "actos de vandalismo" de los cartoneros en las formaciones ferroviarias.
Luego de un intenso periodo de lucha, en el cual además de los cartoneros del tren blanco participaron activamente el MTE, la cooperativa el Ceibo, la cooperativa el Álamo entre otras organizaciones de cartoneros, generando la primera marcha de unidad del sector, el gobierno de la ciudad se vio obligado a hacerse cargo de un sistema de logística nuevo que reemplazara al tren. Poco a poco cada turno del Ex Tren blanco fue reemplazado por camiones semi-acoplados, que permitieron que los cientos de cartoneros del tren no perdieran su fuente de subsistencia.

## La experiencia del MTE (Movimiento de Trabajadores Excluidos)

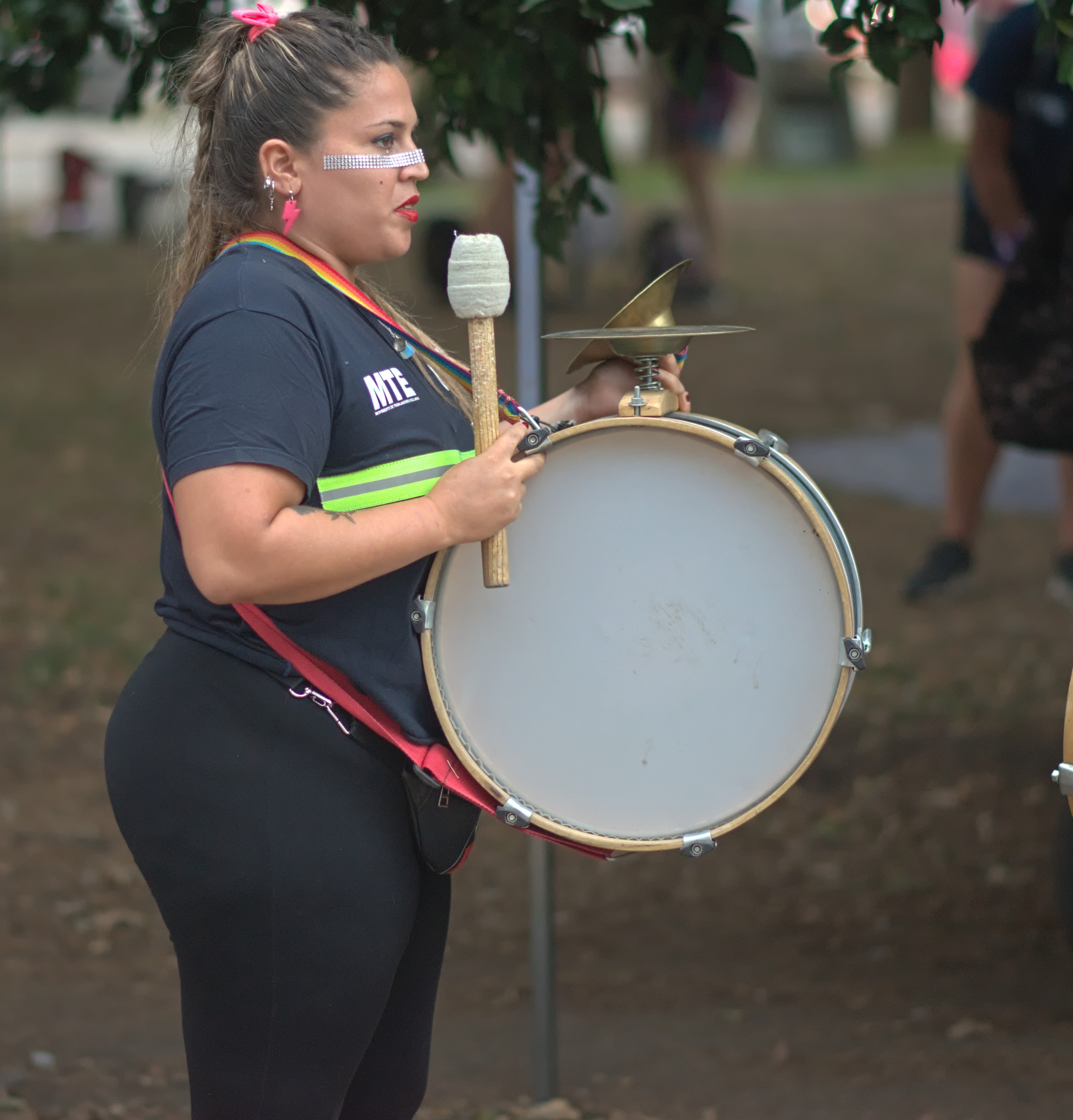
Militante del MTE tocando el bombo en la manifestación del #8M en Tandil.

El Movimiento de Trabajadores Excluidos es una organización  social, independiente de los partidos políticos, que agrupa  a más de 2000 cartoneros de Capital Federal y del conurbano, especialmente de Lanús y Lomas de Zamora. El MTE surgió en el año 2002 producto de la crisis.
Luego de años de lucha que incluyeron infinidad de jornadas de protesta y hasta la ocupación pacífica de la Jefatura de Gobierno de la Ciudad, el MTE ha logrado mejorar las condiciones de trabajo de miles de cartoneros que  consiguieron un sistema de logística apropiado – antiguamente los cartoneros se transportaban en camiones destartalados junto a la mercadería-  además obtuvieron un incentivo laboral, uniformes y una guardería para 160 niños y jóvenes que antes trabajaban de cartoneros. Además, a través del monotributo social, que es pagado por el Estado Municipal, los cartoneros se garantizan obra social y aportes jubilatorios. Convirtiendo por primera vez al cartoneo en un trabajo con derechos sociales. Nota TN Archivado el 7 de junio de 2012 en Wayback Machine.
Los cartoneros del MTE se organizan en cuadrillas de alrededor de 60 personas, cada una de las cuales trabaja en una zona de la ciudad. A su vez, cada cartonero de la cuadrilla es dueño del material que recoge con derecho a comercializarlo. Se calcula que sólo los cartoneros del MTE recuperan 225 toneladas de material reciclable por día.

## Documental cartonero
El cartonero inspiró a los autores Nahuel García, Sheila Pérez Giménez y Ramiro García a realizar un film documental titulado "El tren blanco", (Argentina-España, 2003) en alusión al ferrocarril que traslada a los cartoneros hasta su lugar de trabajo en la ciudad. La película refleja la vida diaria de los cartoneros, las relaciones entre ellos y cuenta con muchos y ricos testimonios de estos trabajadores, que ayudan a interpretar la importancia de este fenómeno social y representa una importante denuncia política.